# 이연주 (배구 선수)
이연주(李蓮柱, 1990년 3월 1일 ~ )는 대한민국의 전 여자 배구 선수로서, 대전 KGC인삼공사 소속이다. 스파이크 높이는 282cm, 블로킹 높이는 270cm이다. 가족으로는 부모님과 오빠가 있다.
NH농협 2007~2008 V-리그를 앞두고 열린 신인드래프트에서 1라운드 2순위로 대전 KT&G 아리엘즈에 입단하였다. 2년차때부터 쭉 주전으로 뛰고있다. 체중을 이용한 힘을 바탕으로한 퀵오픈 능력이 뛰어나고 준수한 수비력을 갖추고 있지만 스윙이 느리고 점프가 다소 낮다는 평가를 받고 있다. 백목화와 함께 레프트에서 살림꾼 역할을 하고있다. 2015-2016 시즌이 끝난 후 FA 미계약으로 팀을 떠났다. 그러나 2016-2017 시즌이 끝난 후 다시 대전 KGC인삼공사에 복귀하였다. 그러나 시즌 앞두고 두통,허리부상 등으로 인하여 시즌을 치르지 못했고,복귀 시즌인 2017-18 시즌을 마치고 은퇴를 선언하였다. 이후에는 유소년 배구 지도자로 활동 중이다.

## 국가대표팀 경력
- 2009 아시아 여자배구 선수권 대회

## 수상
- V-리그 기량발전상: 2010